# وزغ‌های رودخانه‌ای
وزغ‌های رودخانه‌ای (نام علمی: Phrynoidis)، یک سرده کوچک از خانوادهٔ وزغ‌های راستین (Bufonidae) است. آنها در سرزمین اصلی جنوب شرق آسیا و سوندای بزرگ یافت می‌شوند. آن‌ها گاهی به عنوان وزغ زبر یا وزغ رودخانه‌ای شناخته می‌شوند.

## گونه‌ها
دو گونه وجود دارد.
- وزغ غول‌پیکر آسیایی (گریونهورست، ۱۸۲۹)
- وزغ رودخانه‌ای غول‌پیکر (اینگر، ۱۹۶۴)